# کیهان‌شناسی غیراستاندارد
یک کیهان‌شناسی غیر استاندارد در واقع یک مدل کیهان‌شناسی فیزیکی از گیتی است که به عنوان جایگزینی برای مدل استاندارد کیهان‌شناسی فیزیکی مه‌بانگ پیشنهاد شده یا می‌شود. در تاریخ کیهان‌شناسی، دانشمندان و پژوهشگران مختلف بخشهایی یا کل مدل مه‌بانگ را به دلیل رد شدن  یا افزوده شدن برخی فرضیات مورد بحث قرار داده‌اند. از دهه ۱۹۴۰ تا دهه ۱۹۶۰ جامعه اخترفیزیک به شکل مساوی بین حامیان نظریه مه‌بانگ و حامیان نظریه حالت پایدار تقسیم می‌شد. اما پیشرفت کیهان‌شناسی رصدی در اواخر دهه ۱۹۶۰ باعث شد که در نهایت مه‌بانگ نظریه پیروز باشد و امروزه تعداد اندکی از پژوهشگران هستند که ان را زیر سؤال می‌برند.
واژه غیراستاندارد به هر نظریه کیهان‌شناسی که مورد اجماع عمومی جامعه علمی قرار نگیرد گفته می‌شود اما در مورد نظریه‌های جایگزین مه‌بانگ که هیچ توافقی در موردشان حاصل نشده‌است، به کار نمی‌رود. و همچنین از این واژه برای اشاره به نظریه‌هایی که مه‌بانگ را پذیرفته‌اند اما در مورد جزئیات پیدایش و تکامل گیتی با آن اختلاف نظر دارند نیز به کار می‌رود. از انجا که استفاده از این واژه به اجماع عمومی وابسته است، ممکن است در گذر زمان معنی آن تغییر کند. مثلاً ماده تاریک داغ در سال ۱۹۹۰ یک کیهانشناسی غیراستاندارد محسوب نمی‌شد اما در ۲۰۱۰ یک کیهان‌شناسی غیر استاندارد محسوب می‌شد. یا بالعکس، یک ثابت کیهانی غیر صفر که منجر به شتابدار بودن انبساط گیتی می‌شود در دهه ۱۹۹۰ غیراستاندارد محسوب می‌شد اما در سال ۲۰۱۰ بخشی از کیهان‌شناسی استاندارد است.